# Списак познатих коња
Следи списак стварних или измишљених имена познатих коња у историји и имена личности којима су припадали:
- Арнаут — коњ Марка Миљанова
- Ал Борак — Мухамед
- Арион — Хераклев коњ
- Бела Грива — Фолко
- Букефал — Александар Македонски
- Ђогин — Бановић Страхиња
- Џоли Џампер — Талични Том
- Ждралин — Милош Обилић
- Зеленко — Дамјан Југовић
- Инцитатус — Калигула
- Илчи — Винетуов коњ
- Јабучило — крилати коњ Војводе Момчила
- Кантака — Буда
- Копенхаген — Војвода од Велингтона
- Кошмар — коњ доброг духа Каспера
- Кушља — Хајдук Вељко Петровић
- Ламри — коњ краља Артура
- Магнолија — Џорџ Вашингтон
- Маренго — Наполеон
- Пегаз — Белерофонт
- Росинанта — Дон Кихот
- Секретаријат — један од најпознатијих тркачких коња у историји
- Сенко — Гандалфов коњ
- Слеипнир — осмоноги коњ бога Одина
- Стрина — коњ Јована Курсуле
- Базен — коњ Живојина Мишића из српско турских ратова
- Вила — коњ војводе Степе Степановића
- Торнадо и Фантом—Зоро
- Херој — коњ стрип јунака Фантома
- Хипокампус — Нептунов морски коњ
- Шарац — коњ Марка Краљевића